# 玛塔
玛塔·维埃拉·达席尔瓦（葡萄牙語：Marta Vieira da Silva，1986年2月19日—），通稱玛塔（Marta），是巴西职业女子足球运动员，现效力美国国家女子足球联赛奧蘭多榮耀及巴西国家女子足球队。她曾獲得6屆世界足球小姐的榮譽（2006、2007、2008、2009、2010及2018年）。玛塔在2004年夏季奥运会时曾获得赛事银牌，同时獲得該年國際足總女子U19世界盃的金球奖（赛事中射入6球），並帮助巴西队晋级四强。由於她傑出的表現且在場上的位置相同，同樣來自巴西的球王贝利給瑪塔起了一個「穿著裙子的贝利」的稱號。

## 加盟达迦马
巴西女足球联赛还属于业余性质，球员大都是业余级别的，比赛也不销售门票。经历了漫长的一段野球生涯后，玛塔在14岁那年迎来了命运的一次转机，她被巴西国内的大球会瓦斯科·达伽马体育俱乐部的女足球探一眼相中。随后，玛塔告别了自己的家乡阿拉戈斯州的Alagoas小镇，跋涉1000英里来到大都会里约热内卢，接受瓦斯科·达迦马队的试训，并且成功入选了球队的青年队。

## 于默奥IK
玛塔在2004赛季加盟了于默奥IK，于默奥晋级了欧洲女子联盟杯，决赛中球队两回合8-0大胜法兰克福，玛塔在两回合的比赛中总共打入3球。在联赛中，于默奥排名第二，佐加顿斯IFD以一分的优势力压于默奥。有趣的是于默奥在联赛中打入106个进球比冠军球队还多出32个，玛塔在联赛中射入22球。玛塔还参加了杯赛，但是球队依然1-2不敌佐加顿斯。
玛塔在于默奥的第二个赛季中帮助球队打入21球，并且令人信服地夺得联赛冠军，球队在赛季中保持不败，可是在杯赛中玛塔和她的队友们再次在决赛中1-3败给了佐加顿斯，而在三周前的联赛中于默奥还曾以7-0狂胜过对手。
2006年，于默奥再次以不败的战绩取得了联赛冠军，玛塔和05赛季一样以21个进球成为了联赛射手王。但是在瑞典杯赛中球队依然未能夺冠，这次以2-3在决赛中输给了林雪平FC。
在最近的2007赛季中，玛塔在踢完18场还剩4场的联赛中已经射入了18个进球，于默奥也在联赛中领先了6分。 联赛由于2007年女子世界杯足球赛而进入休战期，在此之前球队在杯赛决赛中4-3惊险的战胜了AIK FD，玛塔在比赛中上演了帽子戏法，其中最后一个锁定胜局的球是在终场前3分钟打入的。四月，玛塔第三次想捧起欧洲杯的梦想破裂，球队0-1输给了阿森纳女足。
玛塔的生活和优秀的足球能力在2005年被瑞典拍成了一部电视纪录片《Pelés kusin》（“玛塔，贝利的表妹”）。

## 国际赛事
2007年7月26日，玛塔和巴西国家队队友在著名的马拉卡纳体育场以及68,000名观众的簇拥下击败了强大的美国女足，赢得了泛美运动会的女足金牌。在巴西球迷中间，他被拿来和伟大的球王贝利做比较，玛塔被誉为「穿裙子的贝利」，贝利本人也同意这个看法。
贝利还打电话给玛塔，贝利说“我告诉她，她应该继续保持在2004年雅典奥运会中表现出来的朴实的作风，她积极正面的形象将有助于女足事业的发展。”贝利还说：“我听说决赛中超过6000人支持巴西队，这简直难以令人想象。”玛塔与贝利一样，都穿着10号球衣。对于贝利的关心，她感到高兴和兴奋：“对于他的祝福，我很感动，当然，我也把他的祝福转达给了我们全队。”
之后在这座著名体育场的水泥上烙下了她的球靴以示荣誉，这也是第一位和巴西众多男子足球巨星并肩留念的女足球员。
玛塔代表巴西国家队征战2007年女子世界杯足球赛，在小组赛中球队三战全胜，其中4-0大胜东道主中国国家女子足球队以小组第一出线。在9月23日的八强中3-2淘汰了澳大利亚国家女子足球队，在半决赛中巴西队全场占尽优势以4-0酣畅淋漓的大胜前世界冠军美国国家女子足球队，在比赛中玛塔独中两元，其中第二个进球玛塔接队友传球后，用左脚后脚跟轻轻一挑，轻松晃过防守队员，禁区内16米低射十分引人入胜。
射手榜上她以7球领跑。
2024年4月，瑪塔宣布她將在巴黎奧運結束後退役，結束長達22年的國家隊生涯。

## 个人生活
她有三个兄弟姐妹，分别是何塞（José）、瓦尔迪尔（Valdir）和安荷拉（Angela）。她的父母是阿尔达里奥（Aldário）和特雷扎（Tereza）。除了于默奥IK之外她最喜欢的足球队是家乡的科林蒂安斯足球俱乐部，最喜欢的球星是罗纳尔多和里瓦尔多。玛塔还很喜欢网球运动，她现居于默奥，擁有巴西和瑞典雙重國籍。

## 荣誉

### 俱乐部
- 瑞典女子足球超級聯賽冠军：2005、2006年
- 瑞典女子足球超級聯賽亚军：2004年
- 瑞典女子足球盃冠军：2007年
- 瑞典女子足球盃亚军：2004、2005、2006年
- 欧洲女子联盟杯冠军：2003-04年
- 欧洲女子联盟杯亚军：2006-07年
- 美國女子職業足球賽冠军：2024年
- 美國女子職業足球賽銀盾獎：2024年

### 国家队
- 2004年雅典奥运会银牌：2004年
- 2007年泛美运动会金牌：2007年
- 2024年巴黎奥运会银牌：2024年
- 美洲女子國家盃冠军：2003年、2010年、2018年、2025年
- 美洲女子國家盃亚军：2006年

### 个人荣誉
- 世界足球小姐冠军（6）：2006、2007、2008、2009、2010、2018年
- 世界足球小姐亚军：2005年
- 瑞典女子足球超級聯賽最佳射手：2004、2005、2006、2008年
- 瑞典女子足球超級聯賽年度最佳前鋒：2007、2008年
- 國際足協U-20女子世界盃金球奖：2004年
- 女子世界盃足球賽金球獎：2007年
- 女子世界盃足球賽金靴獎：2007年